# Duo comico

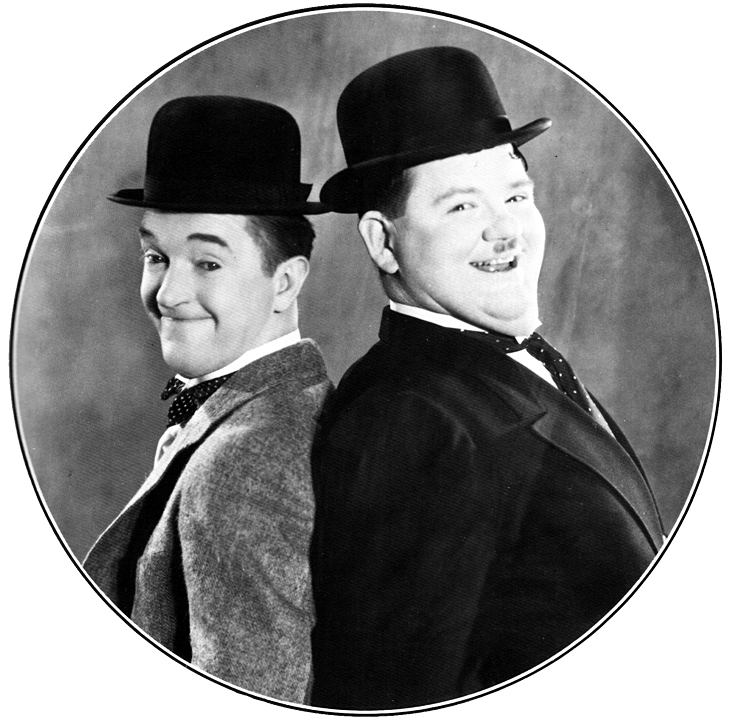
Stan Laurel e Oliver Hardy, considerati la coppia comica per antonomasia

Duo comico è la locuzione che, nell'ambito dello spettacolo (teatrale, cinematografico, televisivo, ecc.) definisce l'abbinamento di una coppia di attori la cui comicità si appoggia essenzialmente sul rapporto asimmetrico - ovvero sull'irregolarità (di sembianza, stile, ceto sociale, ecc.) - che intercorre fra i due partner, fino a differenziarli spesso in maniera grottesca.
Abitualmente, gli attori comici che compongono il duo appartengono al medesimo genere sessuale, hanno circa la medesima età, condividono la stessa origine etnica e spesso anche la professione. Ma i punti in comune si fermano qui, poiché da lì in avanti è sulle differenze - riferite soprattutto alla personalità - che si gioca sul piano della vis comica il gesto attoriale e recitativo.

## Storia
In quasi tutti i casi uno dei due comici (un tempo, il capocomico) impersona la figura forte, volitiva, ed è raffigurato come persona seria, ragionevole e totalmente affidabile, mentre l'altra (solitamente la spalla) è dipinta come una figura sovente maleducata, poco intelligente o grossolana, comunque divertente e comica all'eccesso per le titubanze e l'imbarazzo mostrati all'interno della gag o dello sketch messi in scena.
Nonostante la chiara - e palesata fin dalle prime battute della scena - definizione dei rispettivi ruoli, l'attore comico che interpreta il ruolo 'serio' interno alla coppia, non deve essere necessariamente privo di senso dell'umorismo. Anzi, sovente la risata è suscitata dalla replica di questo attore ad una battuta fornita dalla spalla.
Il modello base del duo comico ha preso avvio dal music hall di tipo britannico e dal vaudeville portato in scena sui palcoscenici americani a partire dalla fine del XIX secolo. Inizialmente la figura 'forte' era quasi una necessità poiché il suo ruolo era quasi quello di ripetere in maniera pedissequa la battuta del 'comico' per consentire al pubblico - spesso rumoroso nelle piccole sale in cui si tenevano gli spettacoli - di comprendere appieno lo scambio di battute. Poi nel tempo la figura si è evoluta raggiungendo una parte maggiormente attiva nell'economia dello spettacolo.

## Coppie famose

Fernandel in coppia au pair con Gino Cervi nella saga ideata dalla penna di Giovanni Guareschi e adattata per il grande schermo

Nel cinema internazionale, la coppia comica probabilmente più famosa è stata quella composta da Stan Laurel e Oliver Hardy, conosciuti in Italia come Stanlio e Ollio; altri fortunati sodalizi sono stati, sempre in ambito cinematografico, quelli fra William (Bud) Abbott e Lou Costello, come Gianni e Pinotto, fra Fernandel e Gino Cervi nella serie cinematografica su Don Camillo e Peppone, fra Bud Spencer e Terence Hill, e fra Walter Matthau e Jack Lemmon, interpreti in coppia di numerose commedie brillanti girate per il grande schermo.
In televisione, duo comico sulla scena e coppia nella vita privata sono stati Desi Arnaz e Lucille Ball nella fortunata serie televisiva - e situation comedy per antonomasia - Lucy ed io (nella versione più moderna si potrebbero indicare i protagonisti della sit-com I Jefferson, George e Louise).
Nello spettacolo italiano, importanti duo comici - nati spesso sulle tavole dell'avanspettacolo o del teatro di rivista - sono stati quelli costituiti da Franco Franchi e Ciccio Ingrassia noti come "Franco e Ciccio" e Ugo Tognazzi e Raimondo Vianello (ma anche Raimondo Vianello e Sandra Mondaini), Walter Chiari e Carlo Campanini (che hanno portato anche in televisione la celebre scenetta del Sarchiapone e quella del Vieni avanti, cretino! ideata dai fratelli De Rege) e da Paolo Villaggio e Gianni Agus rispettivamente nei panni del travet Fracchia e del suo 'sadico' capufficio.
Duo comico ante litteram è stato quello costituito da due attori brillanti come Umberto Melnati e Vittorio De Sica (come spalla), ricordati nella celebre gag del Dura minga, non può durare, poi ripresa per un fortunato Carosello da un altro duo di formazione prettamente teatrale dato da Ernesto Calindri e Franco Volpi .

## Coppie comiche

### Gianni e Pinotto

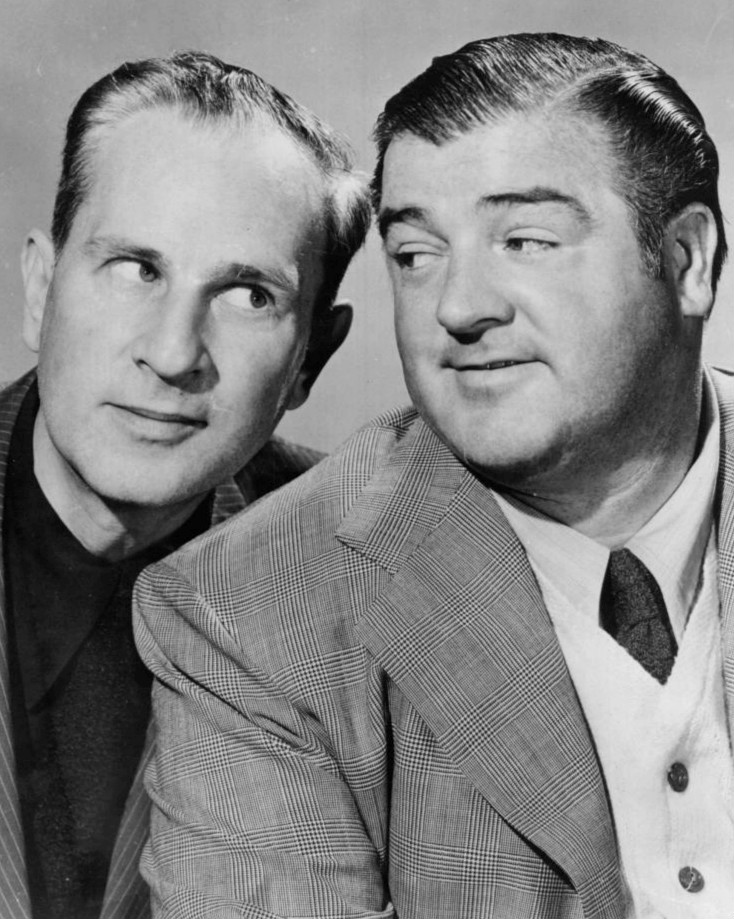
Gianni e Pinotto negli anni cinquanta

Lou Costello & Bud Abbott diedero vita agli inizi degli anni quaranta a Gianni & Pinotto (Abbott & Costello). Lou Costello era Gianni, isterico dongiovanni saccente che rimprovera e sbeffeggia lo sciocco e pauroso amico Pinotto, interpretato da Bud Abbott. Mentre Stanlio e Ollio erano capaci di impersonare qualsiasi personaggio in qualsiasi contesto sociale, reale o fantastico che fosse, i film di Gianni e Pinotto si dividono in due cicli che hanno in comune la parodia: quello che prende in giro i film di genere thriller e gangster e il secondo che trae spunto dagli horror e dai film di genere fantastico più famosi, come Alice nel paese delle meraviglie e Giacomino e il fagiolo magico. Nel primo ciclo i film che spiccano della coppia sono Gianni e Pinotto contro i gangsters, Africa strilla, Gianni e Pinotto reclute e Gianni e Pinotto banditi col botto. Nel secondo ciclo invece i film più famosi della coppia vedono protagonisti i mostri sacri del genere horror classico, come Frankenstein, Dracula e L'uomo lupo. Alcuni esempi sono Il cervello di Frankenstein, Gianni e Pinotto contro l'uomo invisibile, Gianni e Pinotto contro il dottor Jekyll e il fantastico Il giardino incantato, che trae spunto da una favola della raccolta di Mamma Oca.
Gianni e Pinotto nei film girati negli anni Quaranta (quelli appunto più famosi) non furono nel loro genere mai influenzati dall'avvento della Seconda guerra mondiale. Infatti a Stanlio e Ollio ad esempio non andò così e nelle loro ultime commedie il tema grigio e fastidioso della guerra è molto presente, come ad esempio Ciao amici!, Il nemico ci ascolta e Il grande botto.
La coppia di Gianni e Pinotto si ruppe nel 1957 per volere degli stessi attori dopo una lite. Non ci saranno occasioni per i due di riconciliarsi perché Lou Costello morirà nel 1959. Bud Abbott, ormai famoso soltanto per il suo ruolo di Gianni, decide di non recitare più come fece Stan Laurel quando morì Oliver Hardy.

### Franco e Ciccio

Ciccio Ingrassia e Franco Franchi nel film I due mafiosi

La coppia Franco Franchi e Ciccio Ingrassia nacque in Sicilia nella metà degli anni cinquanta nell'avanspettacolo. I due interpretavano solitamente due pasticcioni: semplici impiegati o poveracci che cercano di sbarcare il lunario avventurandosi in situazioni più grandi di loro.
Ciccio era lo spilungone saccente che ritiene soltanto lui di avere il senno e il controllo su tutto; Franco invece riusciva sempre ad avere la meglio su qualsiasi pasticcio, eludendo nemici e perfino lo stesso fare saccente di Ciccio.
Molti film di Franco e Ciccio sono di genere parodistico come i film I due maghi del pallone, I due mafiosi, Due mafiosi contro Goldginger, 002 - Operazione Luna, 2 samurai per 100 geishe, Satiricosissimo, I due crociati, Franco, Ciccio e il pirata Barbanera e tanti altri. Questi film furono girati tutti dalla metà degli anni sessanta fino al 1972 con pochi soldi di produzione e in un ritmo vorticoso, tanto che in un anno Franco e Ciccio riuscivano a girarne persino cinque, produttività che fino ad allora in Italia era stata raggiunta soltanto da Totò. Tuttavia, come accade spesso, anche a quest'ultimo Franco e Ciccio furono ampiamente osteggiati dalla critica di allora, che considerava quei film di scarso valore comico e umoristico.
I critici sostenevano che Franco e Ciccio non pensassero tanto al valore dell'opera, in quanto si concentravano soltanto sul profitto commerciale delle loro pellicole. Sebbene i loro film non siano dei capolavori, come successo a gran parte delle commedie di Totò il pubblico di oggi apprezza molto le loro commedie, perché possiedono molti sketch e gag teatrali e sono privi di volgarità. Anche Franco e Ciccio, come Gianni e Pinotto durante la loro carriera, hanno litigato; tuttavia la loro coppia non si disgregò mai fino alla morte di Franco Franchi avvenuta nel 1992.
In campo cinematografico i due attori avevano calato il sipario con Kaos nel 1984, basato sulle novelle di Luigi Pirandello, nel quale i due interpretavano i famosi fattori della novella La giara, in cui Franco per riparare la giara dell'agricoltore Ciccio ci cade dentro e vi rimane intrappolato. Dopo quel film Franco e Ciccio avevano ripreso a recitare in teatro, anche accompagnati da Mario Merola.

### Totò e Peppino

Totò e Peppino De Filippo nel film Totò e Peppino divisi a Berlino

Una delle coppie comiche italiane più conosciute è quella formata da Totò e Peppino De Filippo. I due omaggiarono Stanlio e Ollio nel film Totò, Peppino e i fuorilegge del 1956 che riprende nella trama il film la trovata narrativa del film di Stanlio e Ollio I figli del deserto (1933).

### Bud Spencer e Terence Hill

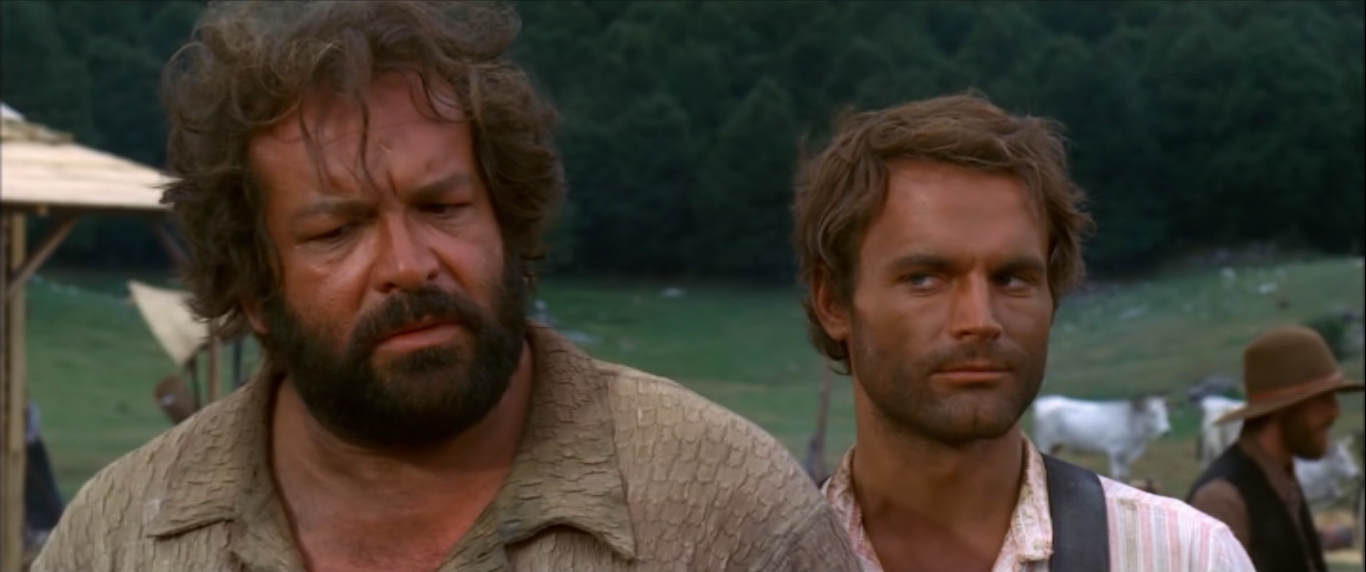
Bud Spencer e Terence Hill nel film Lo chiamavano Trinità...

La coppia italiana Terence Hill e Bud Spencer ebbe un notevole successo: una coppia comica simile per certi aspetti fisici a Stanlio e Ollio: Bud Spencer era il rozzo e grosso energumeno che pensa di risolvere le situazioni con la forza e la sua presunzione, ma poi viene fermato dal furbo e agile Terence Hill, che a volte gli ruba anche delle belle ragazze.